# جولیا بویلاکوئا
جولیا بویلاکوئا (ایتالیایی: Giulia Bevilacqua؛ زادهٔ ۱۹ مه ۱۹۷۹) بازیگر اهل ایتالیا است.
از فیلم‌ها یا مجموعه‌های تلویزیونی که وی در آن‌ها نقش داشته‌است، می‌توان به حوزه استحفاظی، محاکمه آغاز می‌شود و خوشبختی فرارسیده است اشاره نمود.